# Villanueva de la Concepción
Villanueva de la Concepción és un municipi espanyol de la província de Màlaga i la comunitat autònoma d'Andalusia. Es troba a 36 km de Màlaga i al peu del Torcal de Antequera, a una altitud d'entre 400 i 500 msnm. El 2020 tenia 3.288 habitants.